# Hans Brännekettil
Hans Brännekettil (även Brännekättel eller Brändekättil) var bergsfogde i Falun. Namnet Brännekettil är av typen tillnamn.
Han är sigillvittne vid jordförsäljningar på Kopparberget 19 januari 1434 och 29 oktober 1437, då han hänger sitt ännu bevarade sigill under salubrevet – sigillet innehåller ett bomärke. 4 februari 1439 höll han som bergsfogde ting vid Kopparberget i Falun tillsammans med bergmästaren i Falun Hans Jönsson. Han ägde ett flertal gruvtäkter vid Kopparberget och rättigheterna till en hytta med tillhörande kvarnström. 12 april 1452 säljer han en rad strögods inklusive en hytta vid Kopparberget och detta är sista bevarade källan om honom.
Han var enligt Boëthius bosatt i Varbo i Stora Kopparbergs socken. Hans dotter Margit var gift med Jeppe Hansson (Svinhuvud) i Risholn, domare på Kopparberget olika år under perioden 1463–1481.
Brännekettil omnämns som ägare till gården Bredsarvet eller Britsarvet utanför Falun – en gård som bland annat fungerat som sommarbostad för landshövdingen Hans Järta.